# HD 56614
HD 56614，又名BD-06 2032，SAO 134474、HR 2765，是一颗恒星，视星等为6.29，位于銀經221.86，銀緯2.72，其B1900.0坐标为赤經7h 12m 39.1s，赤緯-6° 2.72′ 4″。